# La deixa del geni grec
La deixa del geni grec és un extens poema de Miquel Costa i Llobera, que relata les aventures d'uns navegants grecs i el seu encontre amb la mítica sibil·la Nuredduna a una Mallorca encara talaiòtica. El 1902, el poema va rebre un premi als Jocs Florals de Barcelona.
El poema La deixa del geni grec va ser escrit entre l'any 1900 i el 1901, a Pollença, pel poeta Miquel Costa i Llobera, inspirat en les lectures de Leconte de Lisle, André Chénier, i Homer (sobretot, l'Odissea).

## Argument

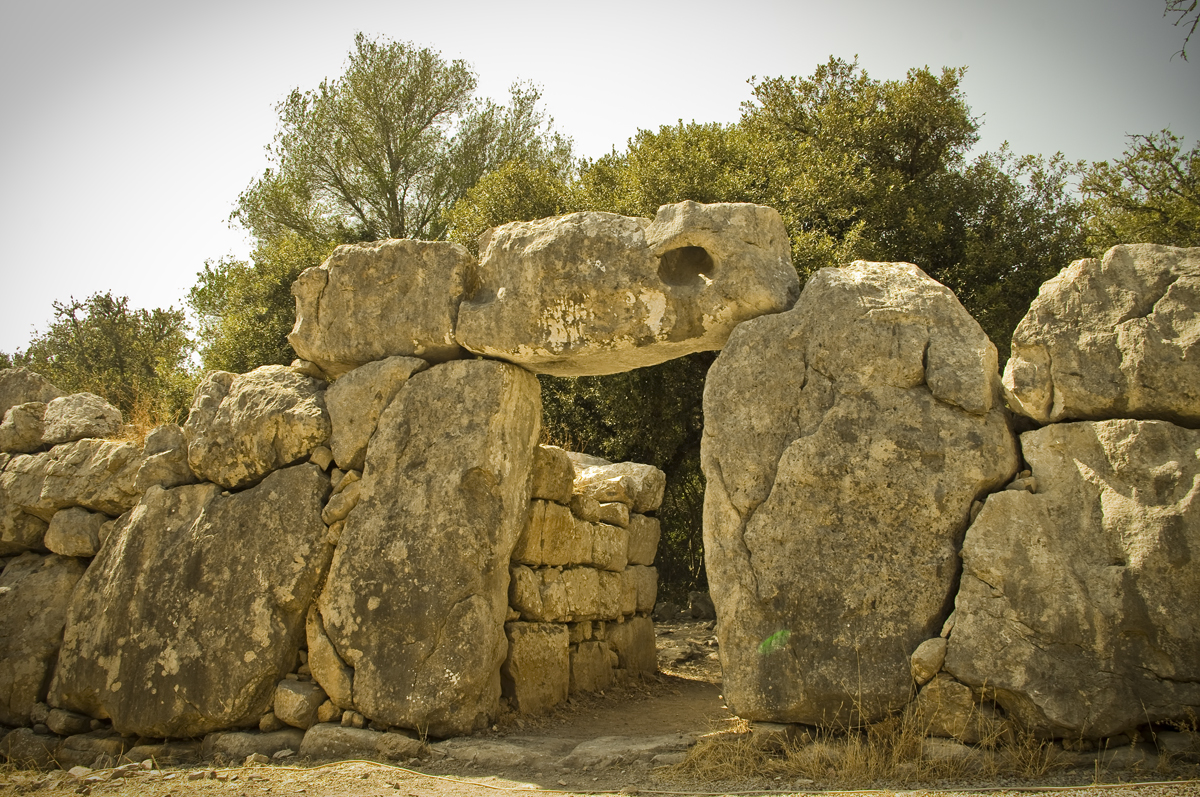
Talaiot de Ses Païsses

En aquest llarg poema liriconarratiu es narren les desventures d'una desena de navegants grecs, desembarcats fa mil·lennis a Mallorca, a Bocchoris (prop del Port de Pollença). Amb ells viatja un jove rapsode, Melesigeni, alter ego del poeta Homer.
Aleshores, es conta com els grecs seran fets presoners per una tribu de foners balears nadius de l'illa. A punt de ser sacrificats als talaiots, prop de les coves d'Artà, la sacerdotessa mallorquina Nuredduna, encisada pel cant del jove rapsode Melesigeni, l'intenta salvar de la mort. Així, mentre té lloc el sacrifici als altars del talaiot, Melesigeni és tancat a les coves i alliberat d'una mort segura. Més tard, aconseguirà escapar-se de la vigilància de la tribu. Amb l'apremi de la fugida, emperò, Melesigeni s'oblidarà i deixarà dins la cova la seva lira de rapsode.
Serà aquesta la deixa i herència del geni grec, un classicisme que fecundarà la cultura popular i donarà lloc a la poesia culta.

## Mètrica i versos

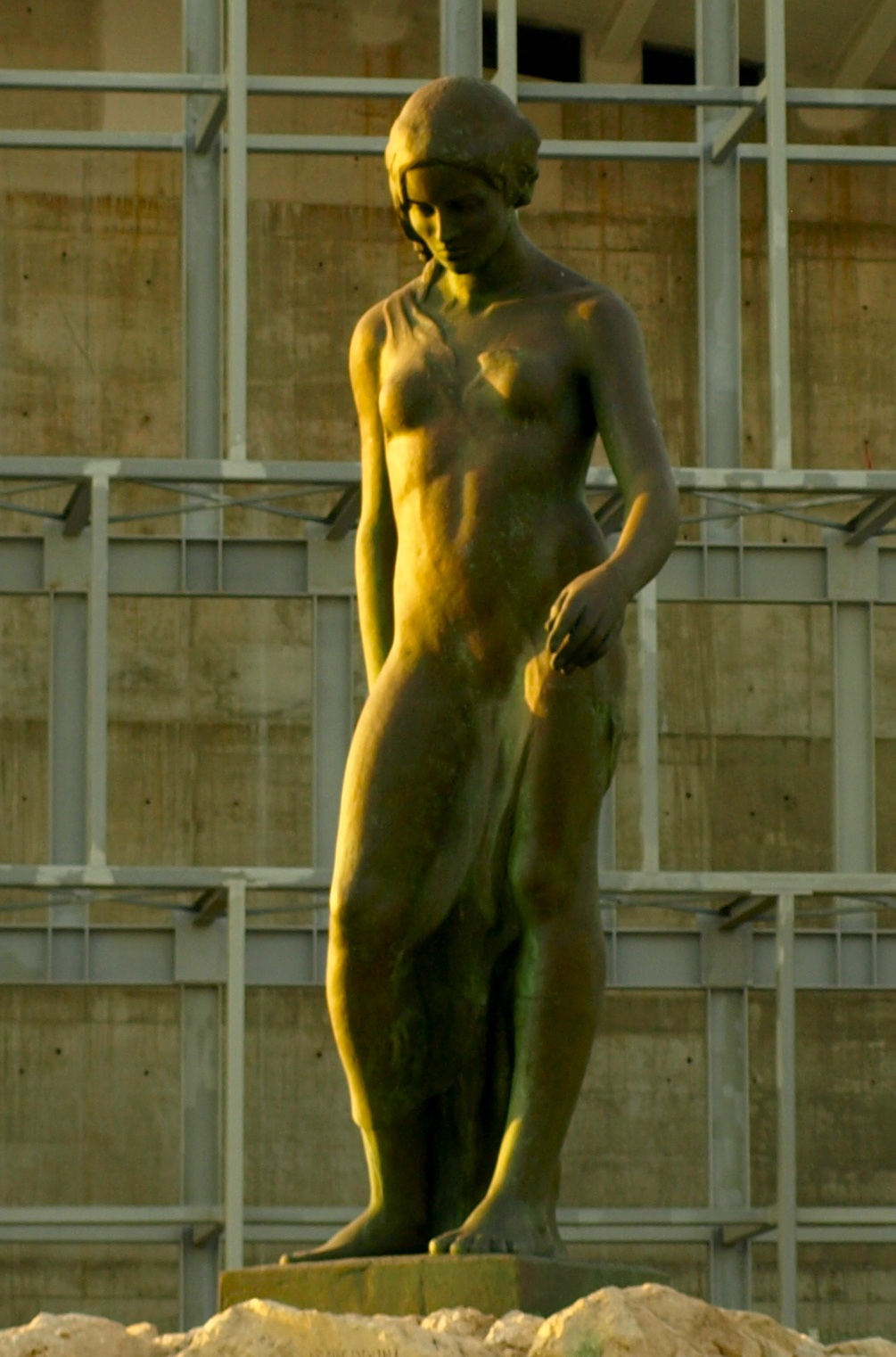
Nuredduna, escultura de Remígia Caubet, al Passeig Marítim de Palma.

El poema liriconarratiu consta de tres parts i té un total de 642 versos alexandrins, aparionats o formant estrofa. És el segon poema més llarg dins l'opus de Costa i Llobera. La seva rima és consonant.

## Llegat i repercussió
El novembre del 1971, l'Ajuntament de Palma va decidir rendir homenatge al poeta Costa i Llobera, amb motiu del cinquantenari de la seva mort. La corporació municipal va encarregar a l'artista mallorquina Remigia Caubet la creació d'una escultura i monument, personificada en Nuredduna.
L'obra  Nuredduna (1947) és una òpera en llengua catalana inspirada en "La deixa del geni grec", amb música d'Antoni Massana i Bertran i llibret de Miquel Forteza i Pinya.
L'asteroide (16852) Nuredduna pertanyent al cinturó d'asteroides, regió del sistema solar que es troba entre les òrbites de Mart i Júpiter, deu el seu nom a la figura mitològica creada pel poeta Costa i Llobera.